# Georgios Zorbas
Georgios Zorbas (řecky Γεώργιoς Ζορμπάς; 1865 Katafygio – 16. září 1941 Skopje) byl řecký horník, podle kterého pojmenoval spisovatel Nikos Kazantzakis protagonistu Alexise Zorbase ve svém díle Řek Zorba z roku 1946.

## Život
Narodil se v roce 1865 ve vesnici Katafygio v pohoří Pieria v tehdejší Osmanské říši. Jeho celé jméno, jméno otce, rok a místo narození jsou zaznamenány v dochované matriční knize Katafygio. Byl synem bohatého statkáře a majitele ovcí Fotiose Zorbase a měl celkem tři sourozence: sestru Katerinu a dva bratry Ioannise a Xenofona. Jeho rodina pocházela z Kolindrosu, ale po konfliktu s místními osmanskými vládci otec rozhodl o přestěhování do Katafygia. Zde Georgios pracoval na svých polích, choval svá stáda zvířat, stal se dřevorubcem a později odešel do Palaiochori na Chalkidiki. Zde strávil rozhodující léta svého života (1889–1911). Pracoval jako horník u francouzské společnosti ve Stratoniki a spřátelil se s předákem Giannisem Kalkounisem (Γιάννης Καλκούνης). Nakonec utekl s jeho dcerou Eleni, se kterou se oženil, a s níž měl celkem dvanáct dětí (dospělosti se dožilo sedm). Na konci tohoto období přinesla válka a smrt jeho ženy do rodiny velké neštěstí.
Poté odešel z Palaiochori do Eleftherohori v Périi, jen 8 km od Kolindrosu, kde žil jeho bratr Ioannis pracující jako lékař. V roce 1915 se stal mnichem a odešel na horu Athos. Tam se seznámil s Nikosem Kazantzakisem, který se stal jeho blízkým přítelem. Společně odešli na Mani, kde pracovali jako horníci v Prastově. Právě tamní zážitky sepsal Kazantzakis do knihy Život a doba Alexise Zorbase (Βίος και πολιτεία του Αλέξη Ζορμπά), která je beletrizovanou verzí Zorbasova života. Kniha byla později přeložena jako Řek Zorba a také adaptována do muzikálu Zorba (1968) a filmu Řek Zorba (1964) nominovaného na Oscara, kde jeho roli ztvárnil Anthony Quinn.
Jeho život pokračoval v Království Jugoslávie, kde se v roce 1922 usadil se svou desetiletou dcerou Katerinou. Koupil doly u Niše a Skopje a začal obchodovat. V roce 1940 se Katerina provdala za bohatého obchodníka, s nímž odešla do Bělehradu.
Zorbas zemřel 16. září 1941 a byl pohřben na hřbitově Vodno (čtvrť) u Skopje, tehdejší součásti Bulharského carství. Kvůli změně územních plánů byly ostatky v roce 1954 přeneseny na hřbitov Butel (P-17).
Jeho pravnukem byla rocková legenda Pavlos Sidiropoulos.